# ノカーラ
ノカーラ（イタリア語: Nocara）は、イタリア共和国カラブリア州コゼンツァ県にある、人口約400人の基礎自治体（コムーネ）。

## 地理

### 位置・広がり

#### 隣接コムーネ
隣接するコムーネは以下の通り。括弧内のMTはマテーラ県所属を示す。
- カンナ
- ノーヴァ・シーリ (MT)
- オリオーロ
- サン・ジョルジョ・ルカーノ (MT)
- ヴァルシンニ (MT)